# Teatro comunale (San Secondo Parmense)
L'ex teatro comunale è un edificio civile situato in via Garibaldi 24 a San Secondo Parmense, in provincia di Parma; fu edificato nel XIX secolo con funzioni di teatro, ma in seguito fu adibito a cinema fino alla sua definitiva chiusura agli inizi degli anni ottanta del XX secolo.

## Storia
Sino al 1850 a San Secondo esisteva solo un teatrino di corte ubicato nella Rocca dei Rossi, teatrino ormai fatiscente che da lì a poco venne demolito. L'assenza di un teatro pubblico e il crescente interesse per le opere liriche spinse tre possidenti, Zaccaria Ferrari, Gaetano Mazza e Francesco Casa, ad acquistare nel novembre 1852 una casa da trasformare in teatro.
Dopo aver ottenuto gli opportuni permessi dalle autorità del ducato di Parma e Piacenza i lavori di costruzione furono avviati nel gennaio del 1853 su progetto dell'architetto Pier Luigi Montacchini, le decorazioni furono eseguite da Napoleone Bossi mentre il sipario fu dipinto da Girolamo Magnani. La struttura fu inaugurata nell'agosto del 1857 con l'opera di Giuseppe Verdi I masnadieri.
Divenuto comunale attorno al 1859 ospitò l'esecuzione di numerose opere. La Gazzetta Musicale di Milano del 1893 riportò l'esecuzione di un Barbiere di Siviglia diretto da Eraclio Gerbella, nel 1912 la Gazzetta di Parma riportava l'attività nel teatro di una compagnia di operette che eseguiva un vasto repertorio fra cui spiccava il Don Pasquale di Donizetti, l'orchestra venne diretta per l'occasione dal giovane maestro Vito Frazzi. L'anno successivo, in occasione delle celebrazioni per il centenario della nascita di Verdi, andarono in scena La traviata e il Rigoletto dirette da Leandro Serafin.
Nel 1927 il comune decise di adattare la sala alle rappresentazioni cinematografiche. Il progetto, affidato al geometra Giovanni Bergamaschi, prevedeva la modifica della pianta della platea, originariamente a ferro di cavallo, che venne modificata in una pianta ad U, inoltre il palcoscenico fu avvicinato agli spettatori, provocando una modifica sostanziale dell'estetica ottocentesca del teatro.
I palchi vennero eliminati nella seconda metà degli anni cinquanta, venne ridotto il palcoscenico e abolito il sipario, fu creata inoltre una platea e una galleria a gradoni per aumentare la capienza, inoltre, si installò uno schermo per le proiezioni cinematografiche.
Il teatro fu utilizzato prettamente ad uso cinema sino alla prima metà degli anni ottanta del XX secolo per poi venire definitivamente chiuso.

## Descrizione
La struttura ottocentesca era composta da vestibolo, atrio, biglietteria, buffet, palchi e loggioni; la pianta del teatro era a ferro di cavallo con un ordine di loggioni e 10 di palchi. La facciata, costruita in stile neoclassico, presentava una bugnatura nella parte inferiore, un ingresso centrale e tre finestre nella parte superiore, la centrale delle quali sormontata da un timpano. Tra le finestre erano presenti dei bassorilievi nei quali erano rappresentati Giuseppe Verdi e Gioachino Rossini. Ai lati della facciata furono collocati lampioni in ferro battuto.
Degli interni originali non è rimasto nulla, mentre la facciata neoclassica è rimasta intatta. Si conserva anche il sipario del teatro, un dipinto di grandi dimensioni (6,5 m x 5,5 m) che rappresenta una scena agreste dove i giovani, immersi in una natura lussureggiante, si corteggiano danzando tra giochi di bambini. Tale dipinto venne esposto nel 2008 nella sala delle ex-scuderia ottocentesche della Rocca dei Rossi
La struttura del teatro è stata oggetto negli ultimi decenni di numerosi dibattiti riguardanti progetti di recupero, restauro e riqualificazione, senza che al momento nessuno di questi sia stato approvato e divenuto esecutivo.